# Pavló Tichina
Pavló Hrihoróvich Tichina (en ucraniano: Павло́ Григо́рович Тичи́на,Pisky, 11 de enerojul./ 23 de enero de 1891greg. – Kiev, 16 de septiembre de 1967) fue un importante poeta, traductor, publicista, activista público, académico y estadista soviético de etnia ucraniana. Compuso la letra del Himno de la República Socialista Soviética de Ucrania.

## Vida

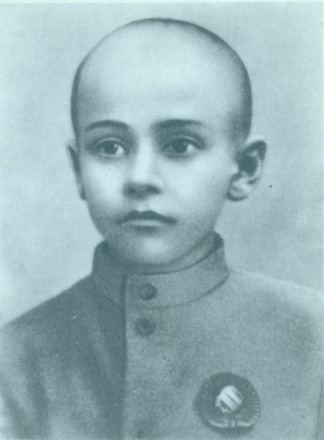
Tychyna en 1901

Nacido en Pisky en 1891, fue bautizado el 27 de enero, fecha que hasta hace poco se consideró erróneamente como su fecha de nacimiento. Su padre, Hrihori Timofiovich Tichinin, era diácono de la aldea y profesor en la escuela secundaria local. Su madre, Maria Vasilivna Tichinina (Savitska), era once años más joven que el padre de Pavló. Pavló tenía nueve hermanos: cinco hermanas y cuatro hermanos. El joven Tichina estudió en la escuela primaria del distrito, que se inauguró en Pisky en 1897. Su primera maestra fue Serafima Morachevska, que más tarde le animó que a probara su talento en el coro. En 1900 se convirtió en miembro de un coro en el monasterio de la Trinidad (Troitsky) cerca de Chernígov. Al mismo tiempo, estudiaba en la escuela teológica de Chernígov. El padre de Pavló murió en 1906. Un año más tarde Pavló terminaba sus estudios escolares.
De 1907 a 1913 Tichina continuó su educación en el Seminario Teológico de Chernígov. Allí trabó amistad con el futuro poeta, Vasil Elan-Blakitni. También conoció a Mijailo Kotsiubinski, que influyó enormemente en sus primeros trabajos. Entre 1912 y 1913 las obras de Tichina se publican en diversas publicaciones locales. De 1913 a 1917 estudió en el Departamento de Economía del Instituto Comercial de Kiev, estudios que no terminó. Durante este tiempo trabajó en los consejos editoriales del periódico de Kiev Rada, y de la revista Svitlo (1913-14). Durante los veranos trabajaba en la oficina de estadística de Chernígov. Más tarde trabajó como asistente del director de coro en el teatro Mikola Sadovski.
Cuando estalló la Primera Guerra Mundial, el Instituto Comercial de Kiev se trasladó a Sarátov. Tichina, mientras se dirigía a la nueva ubicación del instituto, enfermó y se vio obligada a detenerse para recuperarse de su enfermedad. Encontró refugio en la casa de otro poeta, Volodimyr Samilenko, en Dobrianka. Durante la guerra trabajó con varias publicaciones ucranianas. En 1920 Pavló se hizo miembro de la organización literaria Pluh.
Después de un éxito inicial con su poesía, en 1923 se mudó a Járkov y se movió por el vibrante mundo de las primeras organizaciones literarias ucranianas posteriores a la Revolución. En 1923 se unió a la organización Hart después de mudarse a Járkov en 1927 a la famosa VAPLITE. En la década de 1920, Tichina fue miembro del consejo municipal de Járkov como independiente. La controversia sobre las tendencias ideológicas de VAPLITE y el contenido de varios de los poemas de Tichina llevaron a que fuera criticado por razones ideológicas. Como respuesta, Tichina dejó de escribir y todos asumieron que era el final de sus carrera como escritor. Vasil Stus afirmaba más tarde que en 1931 «murió la brillante Tichina. Lo que quedó con vida fue un funcionario de la oficina literaria, un paciente de por vida de la manía persecutoria, un pigmeo lastimoso con el gran nombre de Tichina».
Más tarde se comenzó a escribir para el mensual Chervony Shliaj . Estudió diferentes idiomas, entre los que se cuentan el armenio, el georgiano y el turco, y se convirtió en activista de la Asociación de Estudios Orientales en Kiev. Desde 1938 fue diputado del Soviet Supremo de la República Socialista Soviética de Ucrania, llegando a ser el presidente, y de 1953 a 59 diputado del Soviet Supremo de la Unión Soviética.

## Obra
Su obra inicial tenía fuertes conexiones con el movimiento literario simbolista, pero su estilo se transformó varias veces durante su larga carrera y con frecuencia imitó el realismo socialista. Sus primeras obras irrumpieron en la escena vanguardista ucraniana, con sus imágenes coloridas y ritmos dinámicos. Sin embargo, a medida que el enfoque comunista de la expresión artística se endureció y el papel de un artista apoyado por el Estado se hizo más definido y restringido, la poesía de Tichina cambió dramáticamente, utilizando un lenguaje político claramente procomunista, incluida una famosa oda a José Stalin y la letra del himno estatal de la República Socialista Soviética de Ucrania. En 1933 el periódico Pravda publicó su poema «El Partido dirige» en ucraniano.

### Principales publicaciones
- «Соняшні кларнети» [Clarinetes del Sol] (1918)
- «Плуг» [El arado] (1920)
- «Замісць сонетів і октав» [En lugar de sonetos u octavas] (1920)
- «Вітер з України» [El viento de Ucrania] (1924)
- «Чернігів» [Chernígov] (1931)
- «Партія веде» [El partido es nuestra guía] (1934)
- «Чуття єдиної родини» [El sentimiento de una familia unida] (1938)
- «Пісня молодості» [Canción de juventud] (1938)
- «Сталь і ніжність» [Acero y ternura] (1941)
- «Ми йдемо на бій» [Vamos a la batalla] (1941)
- El patriotismo en las obras de Majit Gafuri (1942)
- «Похорон друга» [Funeral de un amigo] (1942)
- «День настане» [El día llegará] (1943)
- «І рости, і діяти» [Crecer y actuar] (1949)

## Controversia
Tychyna representa una figura compleja, tanto en sentido político como académico. Muchos intelectuales y académicos ucranianos exiliados involucrados en el análisis de la historia literaria ucraniana no podían aceptar la sumisión de Tichina a la autoridad política y el aparente abandono de muchos de sus compañeros literarios a los horrores del estalinismo. El verdadero mérito de su poesía posterior ha sido difícil de juzgar en un ambiente tan amargo, que sólo ahora comienza a relajarse. También resulta difícil determinar las verdaderas intenciones y emociones de Tichina en un entorno tan represivo.
No formó parte del renacimiento cultural ucraniano de finales de la década de 1950 y principios de la de 1960. De hecho, incluso atacó a sus miembros, y la última década de su vida está llena de poemas glorificando el Partido Comunista, su líder, en ese momento Nikita Jruchov, y a los héroes del trabajo socialista. Durante el gobierno de Brézhnev sus creaciones parecen anacrónicas y autoparodias.

## Reconocimientos

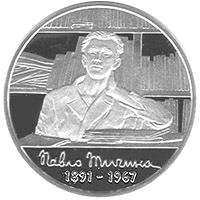
Moneda ucraniana que representa a Tichina
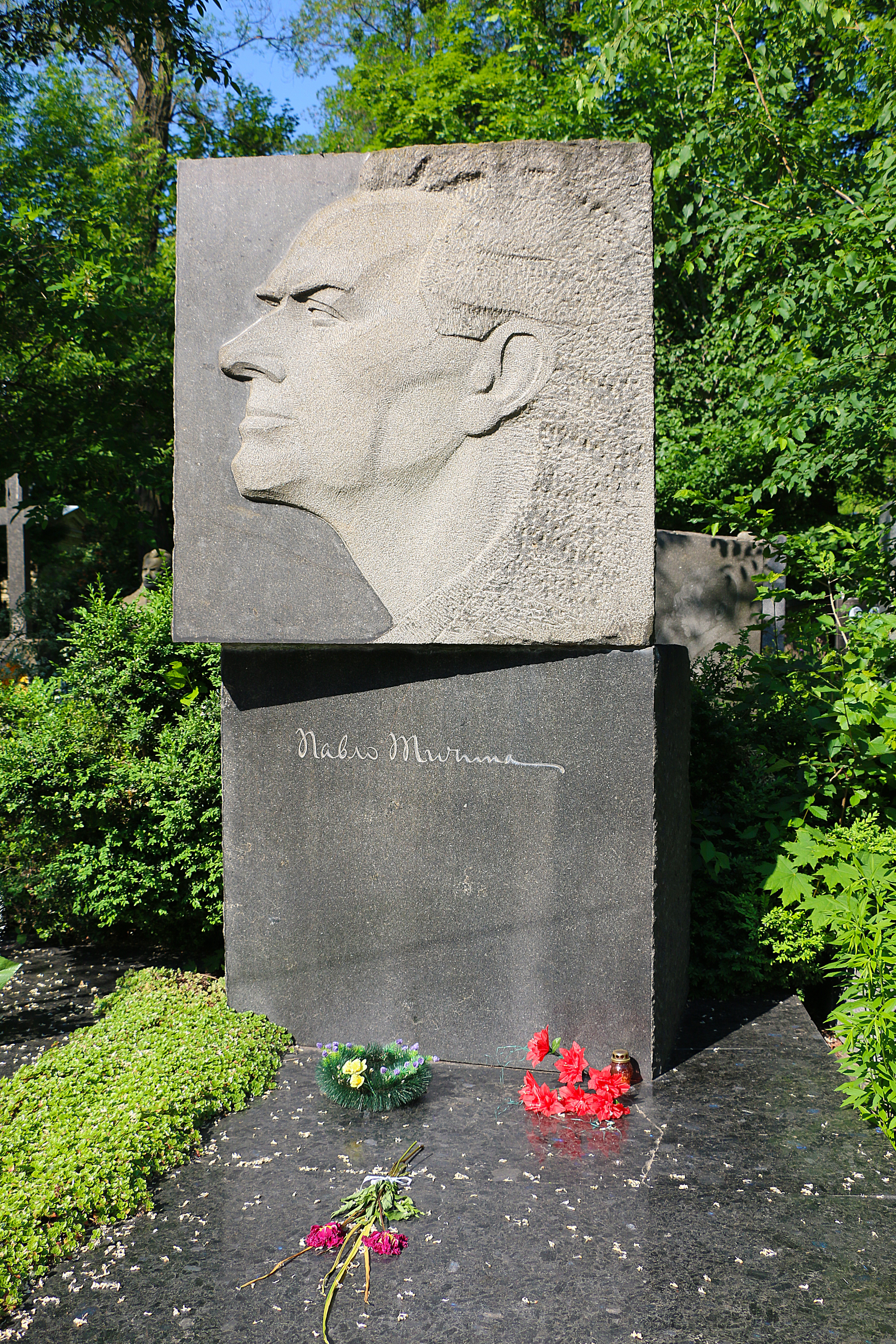
Tumba de Tichina en el cementerio de Baikove (Kiev)

- Premio Stalin 1941 por la colección de poesía «Чуття єдиної родини» [El sentimiento de una familia unida].
- Premio Nacional Shevchenko 1962, junto con Oleksandr Honchar y Platon Maiboroda, por obras seleccionadas en tres volúmenes (1957).
- Héroe del Trabajo Socialista 23 de febrero de 1967 por su actividad literaria y cívica.
- Orden de la Bandera Roja del Trabajo (dos veces).
- Orden de Lenin (cinco veces).
- Medalla de oro «Hoz y Martillo»

Tychyna fue nominado al Premio Nobel de Literatura en 1967 por Omeljan Pritsak, pero murió en septiembre de ese año.